# Palazzo Barbaja

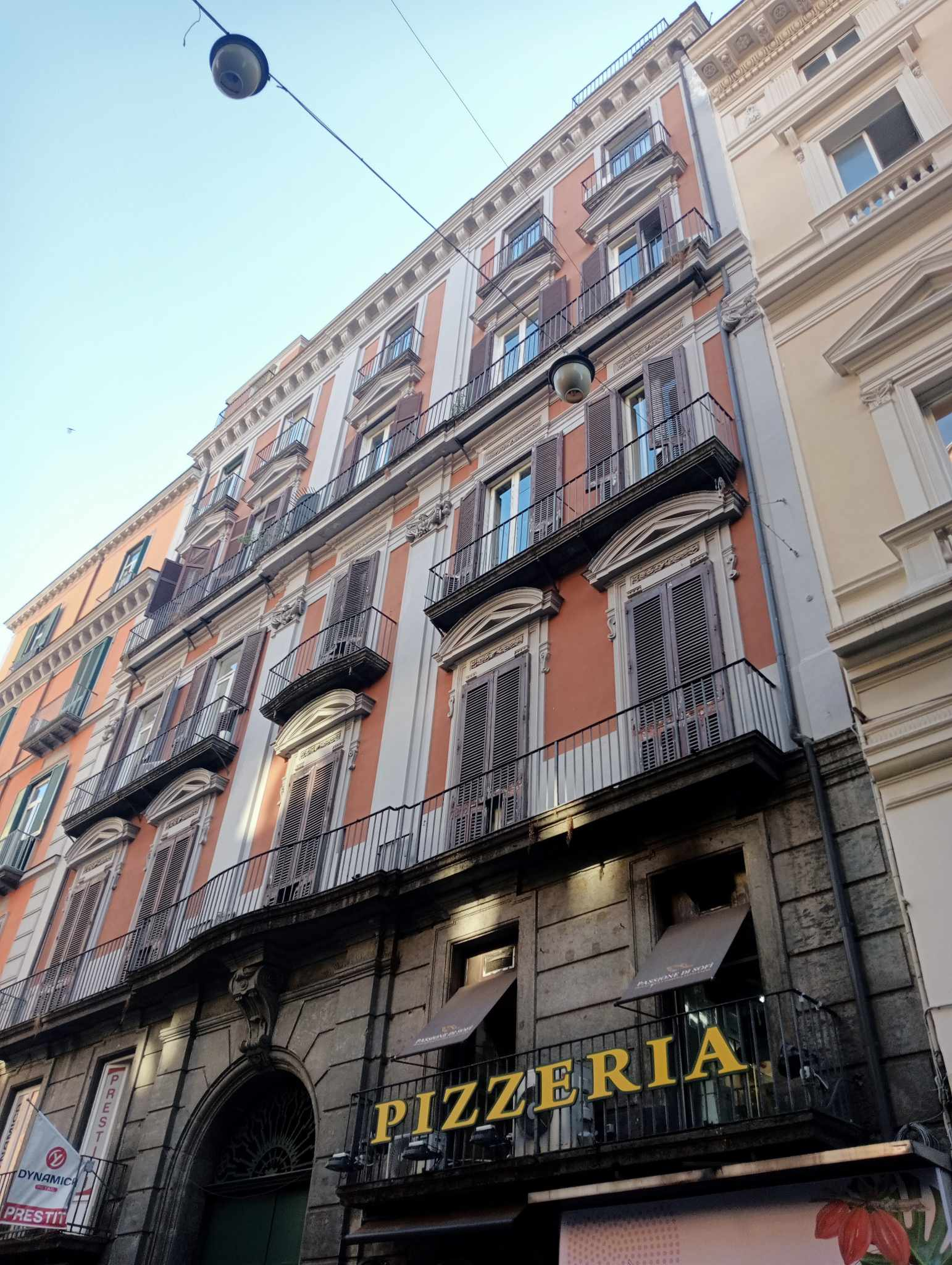
Palazzo Barbaja in Neapel

Der Palazzo Barbaja ist ein Palast aus dem 16. Jahrhundert im Viertel San Ferdinando von Neapel in der italienischen Region Kampanien. Er liegt an der Via Toledo, gegenüber der Funicolare Centrale (Schrägaufzug).

## Geschichte und Beschreibung
In dem Palast wohnte Domenico Barbaja, ein im Neapel des 19. Jahrhunderts bekannter Impresario. Auch weilte auf Geheiß Barabajas Gioachino Rossini dort für kurze Zeit. Rossini hatte von 1815 bis 1822 dem Teatro Mercadante zugesagt, den Otello mit dem Libretto von Francesco Berio di Salsa (Eigentümer des Palazzo Berio) zu komponieren; daher wurde der Komponist aus Pesaro nach sechs Monaten des Nichtstuns von Barbaja in seinem Zimmer eingesperrt, der ihm drohte, ihn solange nicht aus seiner Wohnung zu lassen, bis er die Oper fertig komponiert hätte.
Der Palast stammt aus dem 16. Jahrhundert und wurde in der zweiten Hälfte des 18. Jahrhunderts im nüchternen, klassizistischen Stil umgebaut. Erd- und Zwischengeschoss sind mit glattem Bossenwerk aus Piperno verkleidet; sehr einfach ist das Portal gehalten, das durch Pilaster mit Bossenwerk an den Seiten gekennzeichnet ist, durch einen dünnen Rahmen und durch einen Schlussstein. Die Dekoration ist aus Stuck und die ersten beiden Geschosse haben gigantische, ionische Lisenen, die den Mittelteil der Fassade einrahmen.